# Championnat d'Albanie de football 1970-1971
Navigation
Championnat d'Albanie 1969-70 Championnat d'Albanie 1971-72
Le Championnat d'Albanie de football de Kategoria Superiore 1970-1971 est la 30e édition de ce championnat.

## Classement
| Rang | Équipe                | Pts | J  | G  | N  | P  | Bp | Bc | Diff |
| ---- | --------------------- | --- | -- | -- | -- | -- | -- | -- | ---- |
| 1    | Partizan Tirana       | 40  | 26 | 16 | 8  | 2  | 48 | 19 | +29  |
| 2    | Dinamo Tirana         | 39  | 26 | 15 | 9  | 2  | 45 | 19 | +26  |
| 3    | Vllaznia Shkodër      | 34  | 26 | 12 | 10 | 4  | 37 | 18 | +19  |
| 4    | Labinoti Elbasan      | 33  | 26 | 12 | 9  | 5  | 33 | 23 | +10  |
| 5    | Besa Kavajë           | 31  | 26 | 10 | 11 | 5  | 36 | 22 | +14  |
| 6    | Skënderbeu Korçë      | 28  | 26 | 10 | 8  | 8  | 25 | 19 | +6   |
| 7    | 17 Nëntori Tirana     | 27  | 26 | 9  | 9  | 8  | 32 | 21 | +11  |
| 8    | Lokomotiva Durrës     | 26  | 26 | 7  | 12 | 7  | 23 | 22 | +1   |
| 9    | Flamurtari Vlorë      | 20  | 26 | 3  | 14 | 9  | 16 | 24 | -8   |
| 10   | Tomori Berat          | 20  | 26 | 5  | 10 | 11 | 24 | 36 | -12  |
| 11   | Luftëtari Gjirokastër | 20  | 26 | 6  | 8  | 12 | 21 | 40 | -19  |
| 12   | Traktori Lushnja      | 19  | 26 | 4  | 11 | 11 | 15 | 29 | -14  |
| 13   | Besëlidhja Lezhë      | 16  | 26 | 3  | 10 | 13 | 15 | 34 | -19  |
| 14   | Apolonia Fier         | 11  | 26 | 2  | 7  | 17 | 11 | 55 | -44  |

|  | Champion |
|  | Relégué  |

## Bilan de la saison
| Tableau d'Honneur                 |                 |
| Compétition                       | Vainqueur       |
| Championnat d'Albanie de football | Partizan Tirana |
| Coupe d'Albanie de football       | Dinamo Tirana   |

| Promotions et relégations     |                                  |
| Relégués en First Division    | Besëlidhja Lezhë Apolonia Fier   |
| Promus en Kategoria Superiore | Shkëndija Tirana Studenti Tirana |